# MIT OpenCourseWare
MIT OpenCourseWare (MIT OCW) é uma iniciativa do Instituto de Tecnologia de Massachusetts (Massachusetts Institute of Technology - MIT) para colocar todo o material educativo de seus cursos de ensino superior e pós-graduação online, parcialmente licença livre e disponível para qualquer pessoa e em qualquer lugar. O MIT OpenCourseWare é um sítio de larga escala de publicação de material de cursos do MIT. O projeto foi anunciado em outubro de 2002 e usa Licenças Creative Commons. O programa foi fundado originalmente pela William and Flora Hewlett Foundation, pela Andrew W. Mellon Foundation e pelo MIT.  Atualmente o MIT OpenCourseWare é suportado pelo MIT, uma corporação underwriting, presentes e doações dos visitantes da página. A iniciativa inspirou outras instituições a disponibilizar o material de seus cursos como recursos educacionais abertos.